# Giuseppe Maggio (attore)
Giuseppe Maggio (Roma, 13 novembre 1992) è un attore italiano.

## Biografia
Si diploma al liceo classico "Terenzio Mamiani" e successivamente frequenta la facoltà di Lettere e filosofia presso l'Università degli Studi di Roma "La Sapienza".
Parallelamente allo studio, prima liceale poi universitario, frequenta numerosi corsi di recitazione in Italia e all'estero, dizione, canto, ballo, inglese e francese.
Esordisce al cinema nel 2009 come protagonista della pellicola Amore 14 di Federico Moccia.
Nel 2011 impersona il protagonista del film Almeno tu nell'universo, sotto la regia di Andrea Biglione. Inoltre fa parte del cast della serie televisiva Fratelli detective, per la regia di Rossella Izzo.
Nel 2012 interpreta il ruolo del terrorista neofascista Giusva Fioravanti nel film Bologna due agosto: I giorni della collera, incentrato sulla vicenda tragica della strage di Bologna del 1980, per la regia di Giorgio Molteni. Nello stesso anno è il protagonista del cortometraggio Uno studente di nome Alessandro, premiato con il Nastro d'argento.
Nel 2013 è uno dei protagonisti del film Un fantastico via vai, per la regia di Leonardo Pieraccioni. Sempre nello stesso anno fa parte del cast della quinta stagione della serie televisiva Provaci ancora prof!. È tra i protagonista di Una grande famiglia 20 anni prima prequel della serie Una grande famiglia, dove interpreta Edoardo Rengoni, ruolo ricoperto nella serie da Alessandro Gassman.
Nel 2015 recita in due fiction trasmesse su Canale 5: Solo per amore e Il bosco.
Nel 2016 è nel cast della nuova serie televisiva Tutti insieme all'improvviso, in onda su Canale 5, nel ruolo di Paolo.
Nel 2017 riprende il ruolo di Stefano Mancini in Solo per amore - Destini incrociati.
Sempre nel 2017 veste i panni di Vladimir, protagonista nel lungometraggio Un amore così grande che vede l'esordio al cinema del celebre trio musicale Il Volo.
Nel 2018 viene scelto per interpretare il personaggio di Fiore nella serie televisiva italiana Baby, diretta da Andrea De Sica, Anna Negri e Letizia Lamartire, prodotta da Fabula Pictures, distribuita da Netflix.
Nel 2020 interpreta Arturo Selva nella commedia sentimentale Sul più bello.

## Filmografia

### Cinema
- Amore 14, regia di Federico Moccia (2009)
- Almeno tu nell'universo, regia di Andrea Biglione (2011)
- Uno studente di nome Alessandro, regia di Enzo De Camillis (2011) – cortometraggio
- Bologna 2 agosto... i giorni della collera, regia di Giorgio Molteni (2012)
- Un fantastico via vai, regia di Leonardo Pieraccioni (2013)
- Un amore così grande, regia di Cristian De Mattheis (2018)
- Sul più bello, regia di Alice Filippi (2020)
- Ballo ballo (Explota Explota), regia di Nacho Álvarez (2020)
- School of Mafia, regia di Alessandro Pondi (2021)
- Quattro metà, regia di Alessio Maria Federici (2021)
- La mia ombra è tua, regia di Eugenio Cappuccio (2022)
- Perfetta illusione, regia di Pappi Corsicato (2022)
- Maria, regia di Jessica Palud (2024)

### Televisione
- Fratelli detective – serie TV (2011)
- Provaci ancora prof! 5 – miniserie TV (2013)
- Una grande famiglia - 20 anni prima – web serie\miniserie TV (2013)
- Solo per amore – serie TV (2015)
- Il bosco – miniserie TV (2015)
- Tutti insieme all'improvviso – serie TV (2016)
- Paolo è stato qui – web serie (2016)
- Solo per amore 2 - Destini incrociati – serie TV (2017)
- La Compagnia del Cigno – serie TV (2018)
- Baby – serie TV (2018-2020)
- Bardot – miniserie TV (2023)

## Opere
- On est toujours le même, Indipendently Published, 2019, ISBN 	1793923116, 9781793923110
- Ricordami di te, Sperling & Kupfer, 2020, ISBN 978-8820068936